# Староселец
Староселец (старо име: Ески Арнаутлар, Атик-Арнаутлар или Арбанаси) е село в Североизточна България. То се намира в община Провадия, област Варна.

## География
Селото се намира в северното подножие на Добринското плато, между хълмовете Попова гора и Дългия рид. Граничи със землищата на Петров дол, Габърница, Девня, Манастир и Добрина. През селото тече малка река, наречена Върбанаси.

## История
В близост до селото има регистрирани няколко тракийски скални гробници. Според съществуващите данни от сондажни разкопки, при които са открити питоси за съхранение на зърно и римски монети, в района е съществувало и селище от римския период.
В миналото днешното село Староселец е известно с няколко имена – Арнавудлар, Ески арнаутлар (на османо-турски: Старите албанци) и Атик-Арнаутлар, указващо православни албански преселници от Атика. Първото писмено сведение за селото е от 1573 г. в данъчен регистър, където то е упоменато като Арнавудлар. 
По време на Руско–османската война (1828 – 1829 г.), на 5 май 1829 г., край Ески арнаутлар, в местностите Гущерно, Табията и Памук тепе, се води голямо сражение между османски и руски войски.
През Кримската война (1854-1855) край селото са разположени английски войски.
Днешното име селото носи от 7 декември 1934 г. като частичен превод от старото название. Жителите на селото първоначално предлагат на окръжната комисия селото да се нарече Охоцко, в памет на сражавалия се
наблизо руски Охотски 43-ти пехотен полк, но това не е възприето, а е дадено името Староселец.
В селото функционира читалище, изоставено след 1989 година.

## Население
Численост на населението според преброяванията през годините:
| \| Година на преброяване \| Численост \| \| --------------------- \| --------- \| \| 1934 \| 408 \| \| 1946 \| 256 \| \| 1956 \| 199 \| \| 1965 \| 147 \| \| 1975 \| 108 \| \| 1985 \| 68 \| \| 1992 \| 67 \| \| 2001 \| 66 \| \| 2011 \| 60 \| \| 2021 \| 46 \| |           |
| Година на преброяване | Численост |
| 1934 | 408       |
| 1946 | 256       |
| 1956 | 199       |
| 1965 | 147       |
| 1975 | 108       |
| 1985 | 68        |
| 1992 | 67        |
| 2001 | 66        |
| 2011 | 60        |
| 2021 | 46        |

### Етнически състав

#### Преброяване на населението през 2011 г.
Численост и дял на етническите групи според преброяването на населението през 2011 г.:
|                     | Численост | Дял (в %) |
| Общо                | 60        | 100.00    |
| Българи             | 60        | 100.00    |
| Турци               | –         | –         |
| Цигани              | –         | –         |
| Други               | –         | –         |
| Не се самоопределят | –         | –         |
| Неотговорили        | –         | –         |

## Културни и природни забележителности
До селото има местност известна като „Лагера“ в непосредствена близост до гората. От „Лагера“ екопътека през гората води до „Кара пещера“, а друга до скален скит в скалите, наречен „Св. Георги“. Поляната край Лагера е много подходяща за пикници. До нея има и три чешми.